# Jitendra Udhampuri
Jitendra Udhampuri (en devanagari: जितेन्द्र उधमपुरी, Udhampur, Jammu y Cachemira, 9 de noviembre de 1944) es un escritor indio en dogri, urdu e hindi.

## Biografía
Realizó sus estudios primarios en su aldea natal y en la localidad cercana de Jammu donde continuó sus estudios en el  Gandhi Memorial Science College, aunque tuvo que dejarlos para volver a Udhampur y hacerse cargo de su familia.
Se alistó en el ejército continuando sus estudios y doctorándose en historia y dogri.
Trabajó hasta su jubilación luego en la All India Radio y fue miembro del comité de gestión de la Cruz Roja del Principado de Jammu y Cachemira, quien lo condecoró en 2010.
Entre otros premios además, fue galardonado con el Sahitya Akademi Award en 1981 y el Premio Padma Shri en 2010.